# Eugen von Reventlow

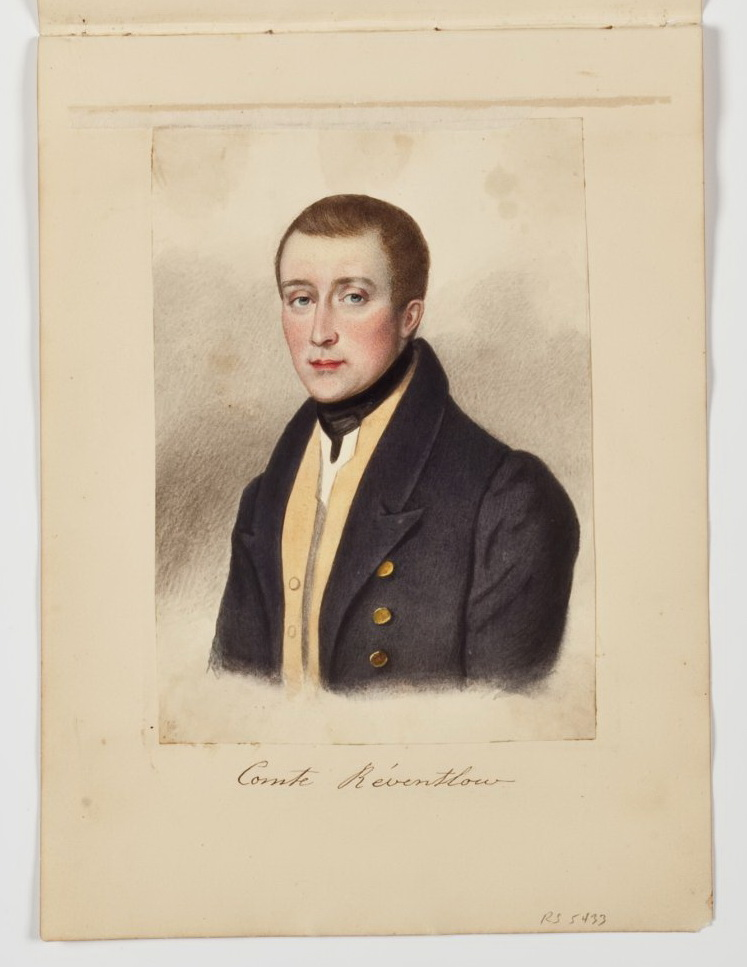
Eugen Reventlow als Legationssekretär in St. Petersburg Mitte der 1820er Jahre

Eugen Graf von Reventlow (* 27. November 1798 in Kopenhagen; † 16. November 1885 in Altenhof) war ein deutscher Gutsbesitzer und dänischer Diplomat.

## Leben

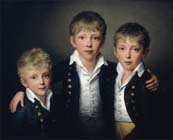
Gottfried, Eugen, Theodor von Reventlow

Eugen von Reventlow stammte aus dem Haus Altenhof des schleswig-holsteinischen Uradelsgeschlechts (Equites Originarii) Reventlow und war der älteste Sohn von Cay Friedrich von Reventlow aus dessen zweiter Ehe mit Emilie Louise Henriette Gräfin von Bernstorff (* 7. Oktober 1776 in Kopenhagen; † 26. November 1855 in Preetz), Tochter des dänischen Staatsministers Andreas Peter von Bernstorff. Gottfried von Reventlow und Theodor von Reventlow auf Jersbek waren seine jüngeren Brüder.
Nach dem Ausscheiden seines Vaters aus dem dänischen Staatsdienst wuchs er ab 1802 auf Altenhof und in Kiel auf. 1816 begann er ein Studium der Rechtswissenschaften an der Christian-Albrechts-Universität.
Nach dem Abschluss seines Trienniums trat er 1819 in den dänischen diplomatischen Dienst und wurde Legationssekretär, zunächst bei seinem Onkel Fritz von Reventlow in Berlin, dann 1823 in Sankt Petersburg. 1828 wurde er Nachfolger seines Onkels in Berlin. In den 1820er Jahren war die Berliner Gesandtschaft fest in der Hand der Familie. Eugen von Reventlows Nachfolger als Sekretär 1823 war sein Vetter Heinrich von Reventlow, und gleichzeitig war dessen Bruder Ernst Christian von Reventlow (später auf Gut Farve) Attaché an der Gesandtschaft.
Mit dem Tod seines Vaters erbte er 1834 Altenhof mit Aschau sowie Glasau und erwarb 1839 das Gut Hoffnungsthal (Goosefeld), blieb aber Gesandter in Berlin.
Aus Protest gegen den offenen Brief vom 8. Juli 1846, mit dem der dänische König Christian VIII. versuchte, die Erbfolgeordnung aufzuheben und so die Schleswig-Holstein-Frage zu lösen, schied er aus dem dänischen Staatsdienst aus.
1847 unterschrieb er als Teil der fortwährenden Deputation der schleswig-holsteinischen Ritterschaft eine Eingabe zur Erhaltung der Landesrechte an den König und wurde als Deputierter der adeligen und größeren Güter in die Schleswigsche Ständeversammlung gewählt. 1848 war er Mitglied der Vereinigten Ständeversammlung. Er vertrat in der Folgezeit eine pro-preußische Haltung und gehörte im Deutsch-Dänischen Krieg 1864 zu der Gruppe von schleswig-holsteinischen Adeligen, die sich für die Annexion der Herzogtümer durch Preußen aussprachen. Zusammen mit Carl von Scheel-Plessen initiierte er die Adresse von 19 Mitgliedern der Ritterschaft an Otto von Bismarck vom 23. Januar 1866. Im Zuge der Verhandlungen gelang es ihm, seinen Gutsbezirk Glasau aus der von Preußen geplanten Übergabe mit dem Amt Ahrensbök an das Fürstentum Lübeck herauszunehmen.
Nach der Eingliederung Schleswig-Holsteins an Preußen wurde von Reventlow am 16. November 1867 durch persönliche Berufung Mitglied des Preußischen Herrenhauses auf Lebenszeit.
Er war zwei Mal verheiratet, zuerst mit seiner Cousine Clara Charlotte Gerhardine (* 22. April 1811; † 13. Oktober 1832), einer Tochter von Christian Günther von Bernstorff. In zweiter Ehe heiratete er Elisabeth, geb. Gräfin von Voß (* 3. August 1812; † 6. Januar 1876). Beide Ehen blieben kinderlos. Gut Altenhof kam im Erbgang an seinen Großneffen Theodor Graf von Reventlow (1870–1938).
Er wurde in der Sarauer Kirche bestattet, über die er als Gutsherr von Glasau das Kirchenpatronat innehatte und die er 1865 hatte renovieren lassen.

## Auszeichnungen
- 1825 Titel Kammerherr
- 1825 Dannebrogorden, Ritter
- 1829 Dannebrogorden, Kommandeur
- 1829 Dannebrogorden, Großkreuz
- 1840 Dannebrogsmann
- 1841 Titel Geheimer Konferenzrat
- 1846 Roter Adlerorden, 1. Klasse

## Schriften
- (anonym) Einige Worte zur Verständigung über den Krieg mit Dänemark: Von einem Norddeutschen Staatsmann. Reimer, Berlin 1849, urn:nbn:de:bvb:12-bsb10702624-5

Digitalisat, Bayerische Staatsbibliothek